# Kretauggla
Kretauggla (Athene cretensis) är en förhistorisk utdöd fågel i familjen ugglor inom ordningen ugglefåglar. Den förekom tidigare på Kreta men dog ut efter människans ankomst till ön 6000 före kristus. Det var en mycket stor uggla, åtminstone 60 cm hög och helt eller i princip helt flygoförmögen.